# Pantà d'Utxesa
El pantà d'Utxesa és un embassament al Canal de Seròs, que comença a una presa al municipi de Torres de Segre, que s'estén pels termes de Torres de Segre, Sarroca de Lleida i Aitona, a la comarca del Segrià.
És un pantà únic a Catalunya, perquè no es troba a cap riu sinó al mig del traçat del Canal Industrial de Seròs, encara que es considera dintre de la conca del riu Segre.
Aquest embassament està format per dues parts. La formada per la inundació de les valls del Secà i de la Valleta, que formen la part de l'embassament coneguda com la del Secà i la part coneguda com d'Utxesa que és la part inundada de la vall d'Utxesa.

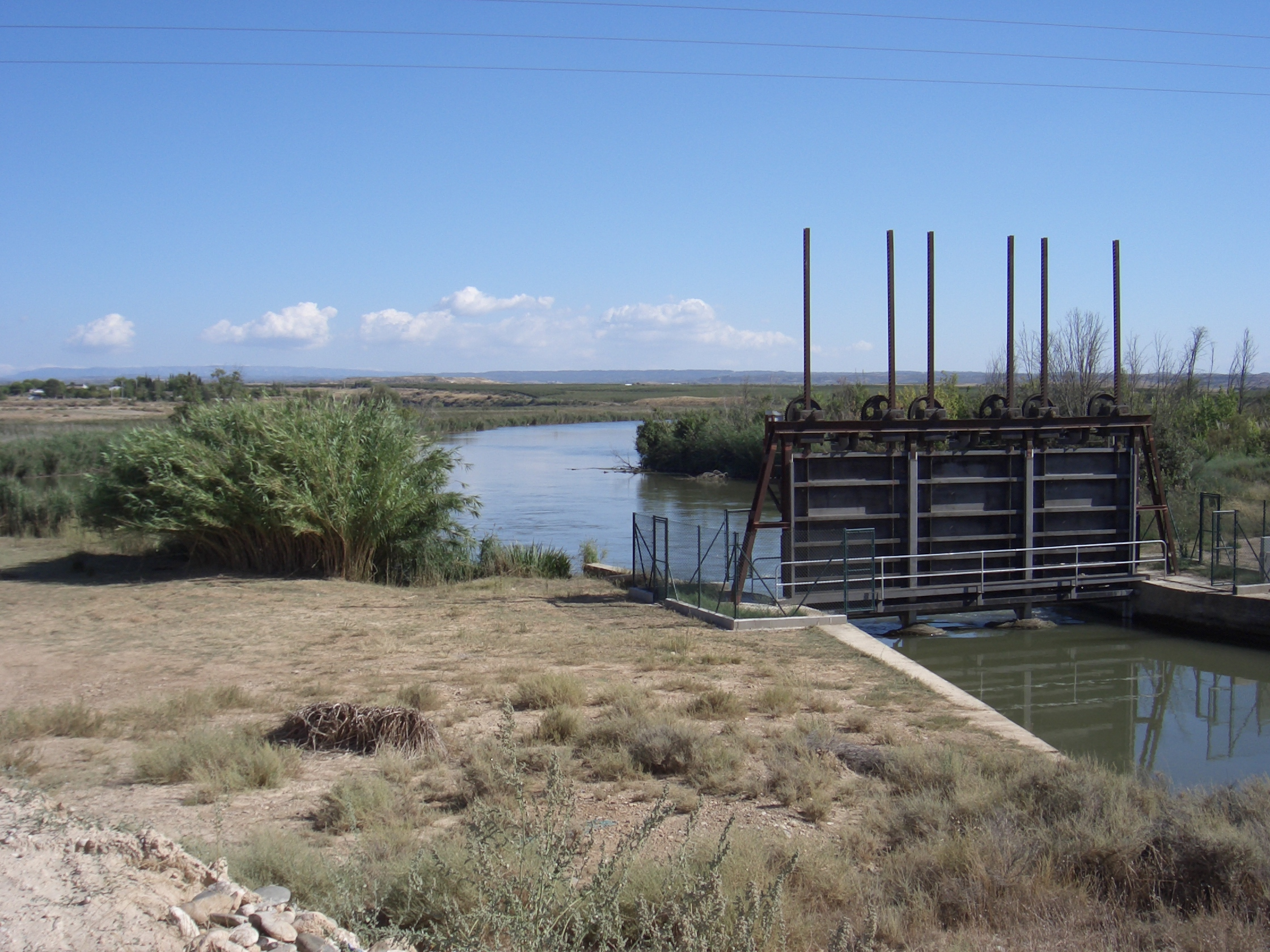
Entrada al pantà d'Utxesa.

Es construí en un temps rècord i va entrar en servei l'any 1914. L'aigua arriba pel Canal de Seròs, per l'anomenat canal petit, amb una aportació màxima de 60 m³/s i l'aigua surt en direcció a la central hidroelèctrica pel tram del canal anomenat canal gran amb una capacitat màxima de 120 m³/s.
Es va construir amb tres preses de terra, que van ser recobertes de pedra en la part interior per evitar l'acció de l'erosió. Les dues primeres són a les valls del Secà i de la Valleta, de 388 i 270 m de longitud respectivament i d'aproximadament 18 i 14 d'alçada, i la més grossa de 28 m d'alçada i 400 m de longitud a la vall d'Utxesa.
Té una superfície de 242 ha i un perímetre de 19,5 km.
La capacitat de l'embassament s'ha reduït per la sedimentació de fangs i el creixement de la vegetació fet que ha provocat una disminució de la capacitat inicial de 10 hm³ als menys de 4 hm³ actuals.
Aquest embassament s'ha convertit en una important zona humida, hàbitat per moltes espècies aquàtiques i aus migratòries, fet que no ha passat desapercebut per la Conselleria de Medi Ambient de la Generalitat de Catalunya que el declarà el 23 d'octubre de 1990 Reserva Natural de Fauna Salvatge.

## Medi físic
El territori d'aquest espai forma part de l'extrem meridional de la comarca del Segrià, al marge esquerre del Segre entre Torres de Segre i Aitona. Està format per relleus poc importants en una extensa plana només interrompuda per petites serres de cims quasi plans, constituïts per materials sedimentaris d'edat oligocènica compost d'argiles i gresos amb ciments calcaris.
A les cotes més baixes se situa Utxesa, d'origen artificial, originat per la construcció de tres dics que retenen les aigües del canal de Seròs. El barratge artificial de les aigües ha creat una xarxa de llacunes (Utxesa, Ximo i Burgebut), que constitueix actualment la zona humida més extensa de tota la Depressió Central.
A més dels notables valors biològics, la zona té un rellevant interès paisatgístic, per l'important contrast estètic que implica l'existència d'una gran superfície d'aigua i zones marjalenques en el cor d'un territori profundament sec i àrid. L'Espai Natural Protegit d'Utxesa va ser incorporat al Pla d'espais d'interès natural (PEIN) el 1992.
- Impactes mediambientals: Aquest espai és contaminat i la qualitat de l'aigüa baixa per aportacions de residus urbans dels nuclis adjacents. La transformació al regadiu d'algunes zones n'amenaça greument la conservació, perquè destrueix zones de vegetació natural, i s'hi fan moviments de terres, etc.[1] Com que és un lloc de lleure apreciat i freqüentat, la pressió antròpica hi va pujant.[4]

- Vulnerabilitat: El sistema lacustre és fràgil, tot i que les aigües eutròfiques presenten un adequat sistema d'autodepuració. Cal subratllar la vulnerabilitat i fragilitat de determinades biocenosis i espècies vegetals i animals, situades en condicions ambientals extremes, algunes de les quals molt rares i endèmiques. Els relleus tabulars de materials sedimentaris són fràgils a l'erosió.[1]

## Biodiversitat
La funció principal dels espais naturals protegits de Catalunya és conservar mostres representatives de la fauna, la flora i els hàbitats propis del territori, de manera que es puguin desenvolupar els processos ecològics que milloren la biodiversitat, és-a-dir, la varietat d'ecosistemes i d'animals, plantes, els seus hàbitats i el patrimoni genètic.
L'Espai Natural Protegit d'Utxesa és un dels enclavaments de la Catalunya interior que presenta més interès ornitològic, per la diversitat dels ocells aquàtics migratoris i sedentaris.

### Vegetació i flora
L'Espai aplega una de les millors mostres de les unitats de vegetació que formen el paisatge actual de les planes occidentals catalanes, caracteritzat per l'extrema pobresa de les màquies de garric i arçot (Rhamno-Cocciferetum), degradades i substituïdes per brolles, erms i llistonars diversos.
A l'entorn de l'embassament s'ha desenvolupat una vegetació aigualosa i de ribera molt variada i s'han creat comunitats permanents d'aquests indrets especials. La vegetació dels riberals humits d'Utxesa és de característiques inigualables en un territori de caràcter pseudoestepari.
La superfície coberta permanentment per aigua ocupa una extensió important. Les aigües són eutròfiques, amb molts materials en suspensió, i sostenen poblaments d'hidròfits submergits i flotants (Potamogetonetum densonodosi i Lemno-Azolletum), que formen l'hàbitat de nombrosos invertebrats aquàtics. Els marges de l'embassament són coberts per una vegetació helofítica densa i ben conservada que alberga nombrosos ocells aquàtics.
Els canyissars i les jonqueres es reparteixen l'Espai, amb una zonació característica: dins l'aigua, el canyissar (Typho-Schoeno-plectetum glauci) i, a les parts més externes, les jonqueres (Magnocaricion elatae) i altres comunitats dels ambients humits que apareixen de forma més aïllada i espontània (Molinio-Holoschoenion i Imperato-Erianthion).
Al peu de les valls, i vinculats a les proximitats de l'aigua de les cues de l'embassament, es formen sòls salins que porten una rica vegetació halòfila (Suaedion brevifoliae); la més completa sens dubte de les representades als espais interiors del PEIN, exceptuant les singularitats presents en altres zones de les planes centrals. Les comunitats halòfiles són representades per salicornars herbacis (Suaedo-Salicornietum brevifoliae) amb alguns poblaments de tamarius i comunitats de limòniums (Suaedetum brevifoliae i Limonietum ovalifolii), riques en espècies rares o endèmiques (Limonium catalaunicum i Limonium ovalifolium).
Els boscos de ribera (Rubio-Populetum albae) apareixen molt fragmentàriament i són acompanyants per herbassars higròfils i gespes calcigades. Els marges dels corrents d'aigua alberguen una flora molt rica i permeten la penetració en aquestes terres eixutes de les úniques plantes eurosiberianes que hi poden viure botó d'or (Ranunculus repens), herba de la sang (Agrímonia eupatoria), llúpol (Humulus lupulus, curraià pàl·lid (Cephalanthera damasonium).
A l'entorn d'aquesta vegetació característica de les zones humides hi ha diverses comunitats xeròfiles que habiten els costers de relleus tabulars encimbellats damunt de l'embassament. De fet, la zona de l'embassament ha creat una barrera d'origen antròpic entre les àrees més seques per damunt d'aquest embassament i les relativament humides per sota, com a conseqüència del regadiu.
Les comunitats vegetals espontànies més interessants són les que prosperen als relleus superiors. Les brolles i timonedes seques (Rosmaríno-Linetum suffruticosi i Sideritetum cavanillesií) substitueixen en gran part la màquia continental (Rhamno-Cocciferetum cocciferetosum), molt empobrida i degradada.
Les comunitats més característiques d'aquest paisatge són, però, els erms de llistó (Ruto-Brachypodietum retusi) i els espartars (Delphinio-Lygeetum sparti). Preservats de l'activitat agrícola, es conserven petits retalls d'aquests interessants erms esteparis provinents de les planes de l'Ebre. Les àrees més nitrogenades són cobertes per un siscallar amb botja pudent (Artemisia herba-alba). Aquestes comunitats són dominades totalment per les plantes mediterrànies i compten amb la presència d'algunes rareses florístiques mediterrànees estèpàries: espart bord (Lygeum spartum), ginesta vimatera (Retama sphaerocarpa), Stipa parviflora, mirambell (Kochia scoparia), Astragalus turolensis, etc.

### Fauna
La singular situació d'aquest indret humit a les planes occidentals catalanes determina la presència de poblaments faunístics d'elevat interès, dels quals algunshan desaparegut de les terres veïnes i que no tornen a reaparèixer fins terres molt allunyades.
Utxesa és un dels enclavaments de la Catalunya interior que presenta un major interès ornític. Els hàbitats característics de les zones humides d'Utxesa són un refugi únic per molts ocells migratoris i sedentaris.
És important per a les aus lligades al canyissar, de manera que ha estat considerada com una de les vint-i-tres localitats més importants a Catalunya d'aquesta mena d'aus i, específicament, la més important per a la mallerenga de bigotis (Panurus biarmicus), el repicatalons (Emberiza schoeniclus ssp. witerbii) i la boscarla mostatxuda (Acrocephalus melanopogon). També hi nidifiquen altres espècies de canyissar interessants com la boscarla de canyar (Acrocephalus scirpaceus), el balquer (Acrocephalus arundinaceus), el trist (Cisticola juncidis) i el rossinyol bord (Cettia cetti).
Hi nidifiquen algunes espècies d'ardeides com l'agró roig (Ardea purpurea), el martinet blanc (Egretta garzetta), el martinet menut (Ixobrychus minutus) o el martinet de nit (Nycticorax nycticorax). També és un punt d'aturada en pas migratori i d'hivernada de nombroses espècies d'ànecs i hi nidifiquen el rascló occidental (Rallus aquaticus), la polla d'aigua (Gallinula chloropus), la fotja (Fulica atra) i el cabusset (Tachybaptus ruficollis). Entre els rapinyaires que hi nidifiquen hi ha el milà negre (Milvus migrans) i, especialment, l'arpella (Circus aeruginosus), de manera que acull la major part de la població d'aquesta espècie.
La fauna ictiològica de l'embassament d'Utxesa és composta per només tres espècies autòctones: el barb de l'Ebre (Barbus graellsi), la madrilla (Parachondrostoma miegii) i la bagra (Leuciscus cephalus); i fins a quatre espècies introduïdes: la carpa (Cyprinus carpio), el carpí daurat (Carassius auratus), el peix gat negre (Ameiurus melas i la gambúsia (Gambusia holbrooki).